# Neoclytus delicatus
Neoclytus delicatus là một loài bọ cánh cứng trong họ Cerambycidae.